# Batalla de Heavenfield
La batalla de Heavenfield tuvo lugar en 633 o 634 entre el ejército de Northumbria, dirigido por Oswaldo de Bernicia y el ejército del príncipe galés Cadwallon ap Cadfan de Gwynedd. La batalla concluyó en una decisiva victoria de Northumbria y los Annales Cambriae (Anales de Gales) recuerdan la batalla como Bellum Cantscaul en 631. Bede se refiere a ella como la batalla de Deniseburna cerca de Hefenfelth.

## Contexto
La alianza entre Cadwallon de Gwynedd y Penda de Mercia había invadido Northumbria. Esta era una extraña alianza entre un cristiano britano y un pagano anglosajón. En la batalla de Hatfield Chase, en octubre de 633 la coalición de mercianos y galeses había derrotado y dado muerte a Edwin de Northumbria, provocando la ruptura del mismo en los subreinos de Deira y Bernicia. El territorio quedó expuesto a la devastación del ejército de Cadwallon.
Mientras tanto, Eanfrido de Bernicia, que había sido exiliado por Edwin, se convertía en nuevo rey de Bernicia, mientras que Osric, primo de Edwin, se hacía con el control en Deira. El reinado de Eanfrido fue corto, ya que fue asesinado mientras intentaba negociar la paz con Cadwallon. Según Bede, Osric fue asesinado por Cadwallon cuando estaba intentando ponerle sitio. El hermano de Eanfrido, Oswaldo regresó de su exilio de diecisiete años en Dal Riata para reclamar la corona. Sin embargo, la amenaza de Cadwallon obligó a Oswaldo a reclutar un ejército con la máxima urgencia para enfrentarse a los invasores.

## La batalla
Parece que el ejército galés avanzaba hacia el norte desde York a lo largo de la línea marcada por la Via Regia que unía York con el fiordo de Forth. Oswaldo, que se había reforzado con contingentes escoceses, se situó en una posición defensiva detrás del muro de Adriano, cuatro millas al norte de Hexham. Se dijo que la noche antes de la batalla, Oswaldo tuvo una visión en la que San Columba le anunciaba la victoria. Oswaldo situó su ejército mirando al este, con sus flancos protegidos por el Brady’s Crag al norte y la muralla al sur. Según Bede, Oswaldo erigió una cruz y rezó por la victoria junto a sus tropas.
Se cree que los galeses eran superiores en número, pero se vieron obligados a atacar desde el este en un frente estrecho en el que no podían maniobrar ni rodear a los northumbrianos. No se conoce la duración de la batalla o las bajas habidas, pero la línea galesa finalmente se colapsó. Los galeses iniciaron la huida hacia el sur perseguidos por los vengativos northumbrianos. Muchos soldados galeses murieron durante la fuga y según Bede, Cadwallon fue capturado y asesinado en lugar conocido como el ‘Brook de Denis’, identificado ahora con Rowley Burn. La victoria fue decisiva para Oswaldo, y es probable que las pérdidas galesas fueran elevadas. Con posterioridad, el lugar fue conocido como Heavenfield (Hefenfelth).

## Consecuencias
Tras la batalla, Oswaldo unificó Deira y Bernicia y se proclamó rey de toda Northumbria. Bede consideró que la importancia de la batalla fue restaurar el cristianismo en todo el reino. Oswald sólo ocuparía el trono durante ocho años, antes de ser derrotado y muerto por Penda de Mercia en Masefield. Oswaldo fue sucedido por su hermano Oswiu.